# Изяславский укреплённый район
17-й укреплённый район - Изяславский (ИзяУР) — воинское соединение в РККА Вооружённых Сил СССР до и во время Великой Отечественной войны.

## История
Укреплённый район начался строиться в 1938 году в Киевском военном округе.
26 июля 1938 Главный Военный совет Красной Армии Киевский военный округ преобразовал в Киевский Особый военный округ и создал в округе армейские группы. Изяславский укреплённый район вошёл в состав Винницкой армейской группы.
16 сентября 1939 Изяславский укреплённый район № 17 вошёл в состав Шепетовской армейской группы.
17 сентября войска Красной Армии Советского Союза перешли советско-польскую границу, начался освободительный поход РККА в Польшу, Западную Украину. В составе Действующей армии Изяславский укрепрайон находился 17-28.9.1939.
Летом 1940 развернулось строительство укреплённых районов на новой советско-германской границе. Завершающие работы в УРах, начатых постройкой в 1938 - 1939 гг., были прекращены. В число этих районов вошёл и Изяславский район. Район был законсервирован, для проведения сезонных технических обслуживаний оборудования сооружений выделена небольшая команда.
4 июня 1941 17-й Изяславский укреплённый район снова сформирован в составе Киевского особого военного округа.
22 июня 1941 Изяславский УР вошёл в состав Юго-Западного фронта. В Действующей армии укрепрайон был 22.6 - 4.12.1941.
4 декабря 1941 17-й укрепленный район – Изяславский расформирован.

## Полное название
17-й укреплённый район – Изяславский

## Командный состав
- Комендант: полковник Худенко, Антон Ермолаевич

## Подчинение
- Киевский военный округ (1938-26.07.1938);
- Винницкая армейская группа Киевского Особого военного округа (26.07.1938-16.09.1939);
- Шепетовская армейская группа Украинского фронта (16-24.09.1939);
- Украинский фронт
- Киевский Особый военный округ (26.10.1939-1940), УР законсервирован;
- Киевский Особый военный округ (4.06-22.06.1941);
- Юго-Западный фронт (с 22.06.1941)

## Боевая деятельность
1938 год
В 1938 в западной части СССР вдоль государственной границы насчитывалось тринадцать укрепленных районов, из них на Украине Киевский № 1 (для прикрытия г. Киева в 250 км от госграницы), Коростеньский № 5, Новоград-Волынский № 7, Летичевский № 3, Могилёв-Подольский-Ямпольский № 12,в Молдавии на советско-румынской границе — Рыбницкий № 80 и Тираспольский № 82.
В 1938 в КОВО дополнительно было начато строительство ещё пяти укрепрайонов: Шепетовского № 15, Изяславского № 17, Староконстантиновского № 14, Остропольского № 16 и Каменец-Подольского № 10. В этом же году начались работы по дооборудованию ранее возведённых УРов.
26 июля 1938 Главный Военный совет Красной Армии Киевский военный округ преобразовал в Киевский Особый военный округ и создал в округе армейские группы. Изяславский укреплённый район вошёл в состав Винницкой армейской группы.
1939 год
1 сентября началась германо-польская война.
4 сентября с разрешения СНК СССР Народный комиссар обороны СССР отдал приказ о задержке увольнения в запас отслуживших срочную службу красноармейцев и сержантов на 1 месяц и призыв на учебные сборы военнообязанных запаса в КОВО.
6 сентября около 24.00 Народный комиссар обороны СССР прислал командующему войсками КОВО командарму 1-го ранга С. К. Тимошенко директиву о проведении «Больших учебных сборов» (далее БУС) являвшихся скрытой частичной мобилизацией.
7 сентября начались мобилизационные мероприятия под названием «Большие учебные сборы» в КОВО и Винницкой армейской группе.
11 сентября КОВО выделил управление Украинского фронта и войска, входящие в него. Командующим войсками фронта назначен командарм 1-го ранга С. К. Тимошенко.
14 сентября Военному совету КОВО направляется директива Народного комиссара обороны СССР Маршала Советского Союза К. Е. Ворошилова и Начальника Генерального штаба РККА командарма 1-го ранга Б. М. Шапошникова за № 16634 «О начале наступления против Польши». В директиве поставлена задача к исходу 16 сентября скрытно сосредоточить и быть готовым к решительному наступлению с целью молниеносным ударом разгромить противостоящие польские войска.
15 сентября войска Винницкой армейской группы Украинского фронта в основном завершили мобилизацию и сосредоточились в исходных районах у советско-польской границы.
16 сентября управление Винницкой армейской группы переименовано в управление Волочиской армейской группы с управлением в г. Волочиск. Командующим войсками Волочиской группы назначен командующий войсками Винницкой армейской группы Голиков Ф. И. Изяславский укреплённый район № 17 не вошёл в состав Волочиской армейской группы, а вошёл в состав Шепетовской армейской группы.
16 сентября управление Житомирской армейской группы переименовано в управление Шепетовской армейской группы с управлением в г. Шепетовка. Командующим войсками Шепетовской группы назначен командующий войсками Житомирской армейской группы комдив Советников И. Г. В состав группы вошли 8-й стрелковый корпус (44-я, 45-я и 81-я стрелковые дивизии, 236-й и 233-й корпусные артполки) с приданной 36-й легкотанковой бригадой (с лёгкими танками Т-26), Шепетовский укреплённый район № 15, Изяславский укреплённый район № 17, авиационные и другие специальные части. Армейская группа сосредоточена в районе Новоград-Волынск, Славута, Шепетовка.
Задача группы наступать в направлении на г. Ровно, г. Луцк и к исходу «17» сентября овладеть районом г. Ровно, м. Дубно; к исходу «18» сентября овладеть районом г. Луцк, имея в виду в дальнейшем наступление на м. Владимир-Волынск.
Состав Изяславского района:
- управление района
- 242-й отдельный пулемётный батальон
- 238-й отдельный пулемётный батальон

17 сентября
17 сентября войска Красной Армии Советского Союза перешли советско-польскую границу, начался освободительный поход рабочих и крестьян от гнёта капиталистов и помещиков в Польшу, Западную Украину. В составе Действующей армии Изяславский укрепрайон находился 17-28.9.1939.
1940 год
Летом 1940 развернулось строительство укреплённых районов на новой советско-германской границе. Завершающие работы в УРах, начатых постройкой в 1938—1939 гг., были прекращены. В число этих районов вошёл и Изяславский район. Район был законсервирован, для проведения сезонных обслуживаний оборудования сооружений выделена небольшая команда.
1941 год
4 июня 17-й Изяславский укреплённый район снова сформирован в составе Киевского особого военного округа.
В Действующей армии укрепрайон был 22.6 — 4.12.1941.
4 декабря 17-й укрепленный район — Изяславский расформирован.